# 田尻城
田尻城（たじりじょう）は、福岡県みやま市にあった日本の城（山城）。

## 概要
飯江川が形成した平野の南側丘陵の先端に位置する。本丸の他、二の丸や三の丸といった曲輪が設けられ、西側は急崖となっていた。
明応8年（1499年）に田尻氏は大友政親から山門郡と三池郡に300町を宛行われており、この時期までに当城は存在していたと考えられている。天文17年（1548年）に田尻親種が鷹尾城を築いて移ると、一族の田尻左京が城代となった。天正15年（1587年）の九州国分で当城は立花宗茂に領有され、立花織部が城代となっている。慶長6年（1601年）に田中吉政が筑後に転封されると廃城となった。